# ソマ
ソマ(Soma)はガンビア共和国中部の下流地方の都市。
2010年の人口は1万281人。
ガンビアを東西に走る幹線道路とトランスガンビア・ハイウェイが交差する、ガンビア西部の交通の要所であり経済中心都市である。